# Vanvillé
Vanvillé est une commune française située dans le département de Seine-et-Marne en région Île-de-France.

## Géographie

### Localisation

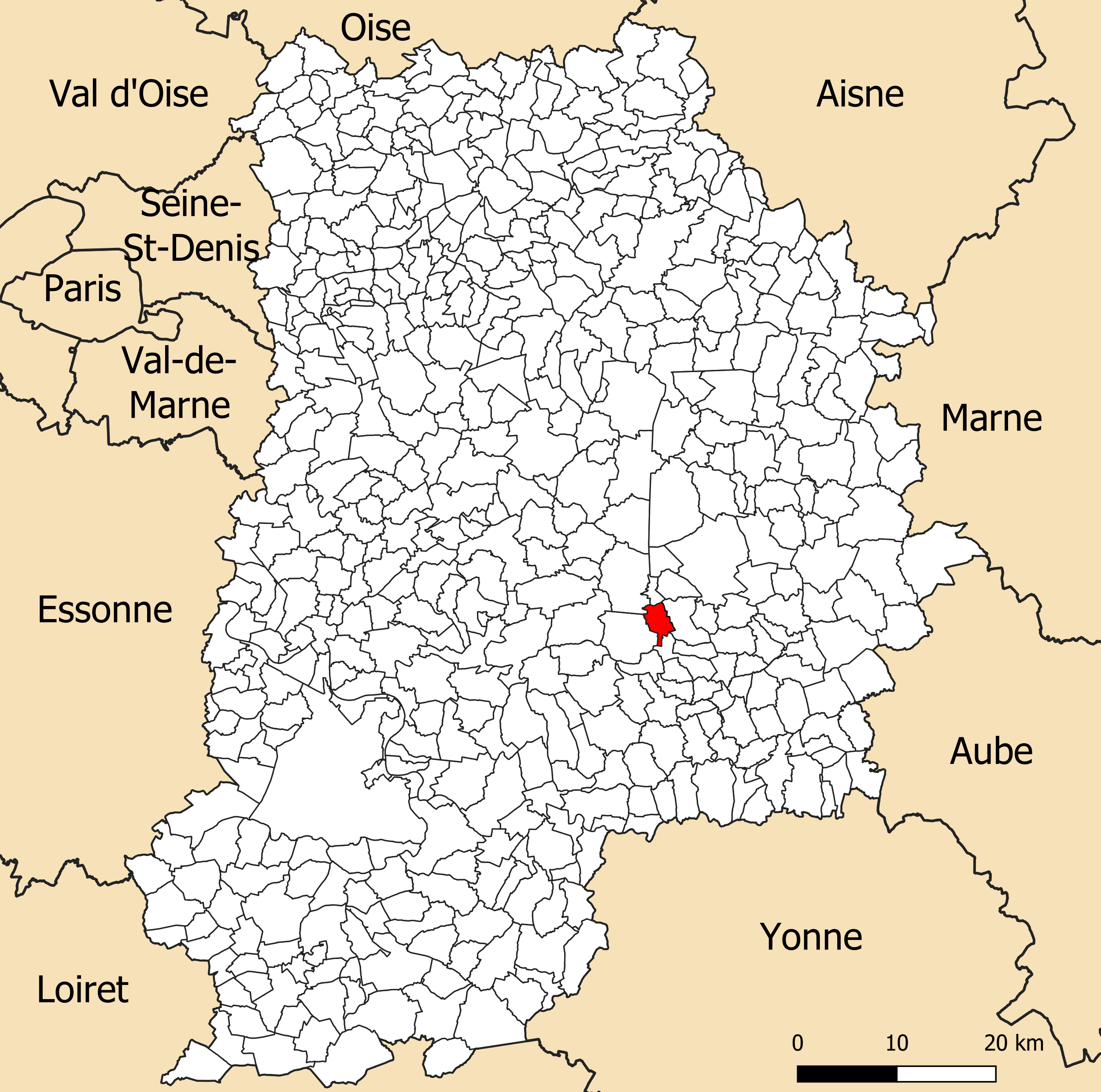
Localisation de la commune de Vanvillé dans le département de Seine-et-Marne.

Le village est situé à 8 km à l'est de Nangis.

### Communes limitrophes
| La Croix-en-Brie | Châteaubleau |                      |
| Rampillon        | Vanvillé     | Maison-Rouge         |
|                  |              | Sognolles-en-Montois |

### Géologie et relief
L'altitude de la commune varie de 134 mètres à 153 mètres pour le point le plus haut, le centre du bourg se situant à environ 141 mètres d'altitude (mairie). Elle est classée en zone de sismicité 1, correspondant à une sismicité très faible.

### Hydrographie

#### Réseau hydrographique

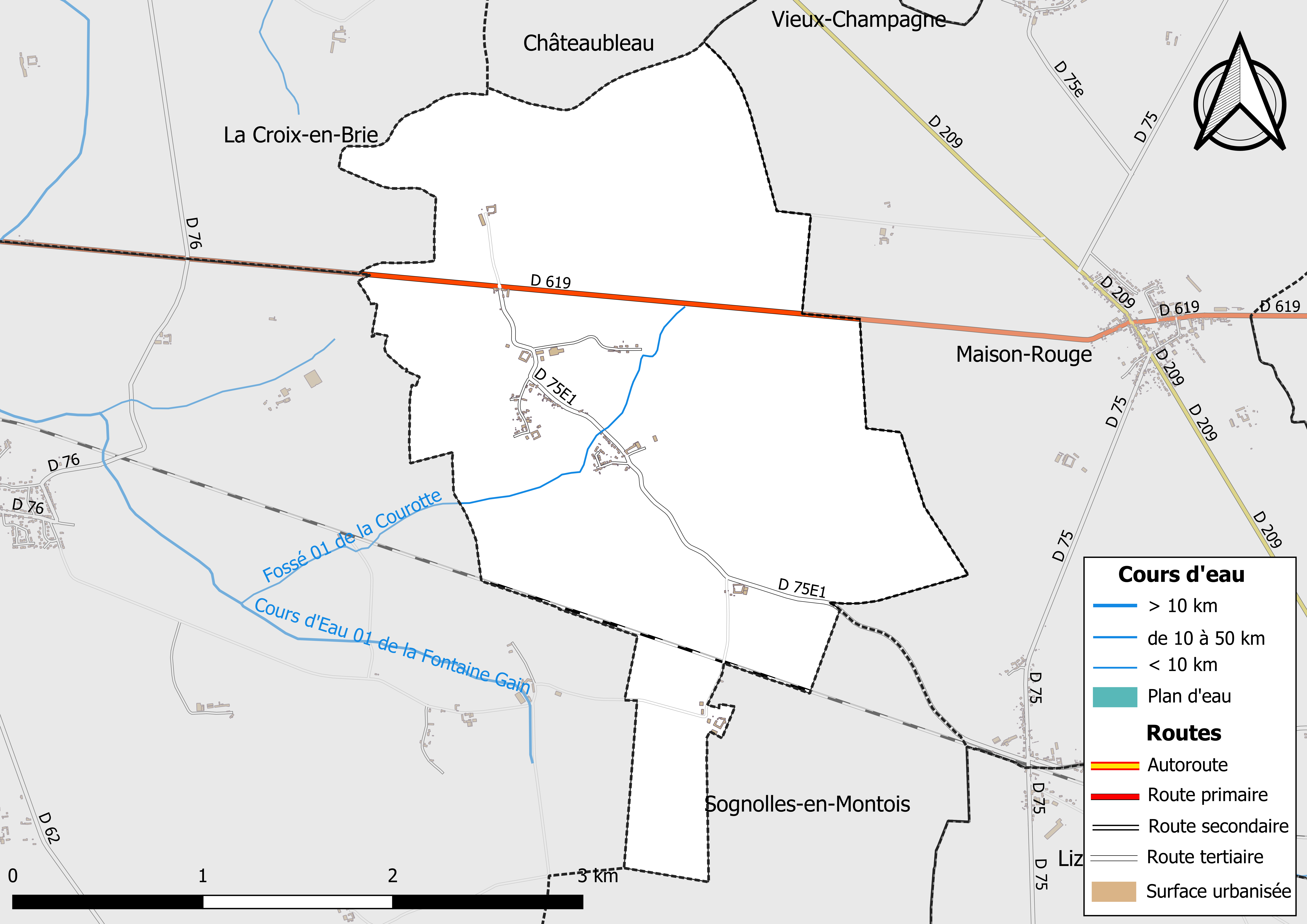
Carte des réseaux hydrographique et routier de Vanvillé.

Le réseau hydrographique de la commune se compose d'un seul cours d'eau référencé : le fossé 01 de la Courotte, 3,11 km, qui conflue avec le cours d'eau 01 de la Fontaine Gain .
Sa longueur totale sur la commune est de 1,78 km.

#### Gestion des cours d'eau
Afin d’atteindre le bon état des eaux imposé par la Directive-cadre sur l'eau du 23 octobre 2000, plusieurs outils de gestion intégrée s’articulent à différentes échelles : le SDAGE, à l’échelle du bassin hydrographique, et le SAGE, à l’échelle locale. Ce dernier fixe les objectifs généraux d’utilisation, de mise en valeur et de protection quantitative et qualitative des ressources en eau superficielle et souterraine. Le département de Seine-et-Marne est couvert par six SAGE, au sein du bassin Seine-Normandie.
La commune fait partie du SAGE « Yerres », approuvé le 13 octobre 2011. Le territoire de ce SAGE correspond au bassin versant de l’Yerres, d'une superficie de 1 017 km2, parcouru par un réseau hydrographique de 450 kilomètres de long environ, répartis entre le cours de l’Yerres et ses affluents principaux que sont : le ru de l'Étang de Beuvron, la Visandre, l’Yvron, le Bréon, l’Avon, la Marsange, la Barbançonne, le Réveillon. Le pilotage et l’animation du SAGE sont assurés par le syndicat mixte pour l'assainissement et la gestion des eaux du bassin versant de l’Yerres (SYAGE), qualifié de « structure porteuse ».

### Climat
Pour des articles plus généraux, voir Climat de l'Île-de-France et Climat de Seine-et-Marne.
En 2010, le climat de la commune est de type climat océanique dégradé des plaines du Centre et du Nord, selon une étude du CNRS s'appuyant sur une série de données couvrant la période 1971-2000. En 2020, Météo-France publie une typologie des climats de la France métropolitaine dans laquelle la commune est exposée à un climat océanique altéré et est dans la région climatique Nord-est du bassin Parisien, caractérisée par un ensoleillement médiocre, une pluviométrie moyenne régulièrement répartie au cours de l’année et un hiver froid (3 °C).
Pour la période 1971-2000, la température annuelle moyenne est de 10,8 °C, avec une amplitude thermique annuelle de 15,4 °C. Le cumul annuel moyen de précipitations est de 746 mm, avec 11,8 jours de précipitations en janvier et 8,1 jours en juillet. Pour la période 1991-2020, la température moyenne annuelle observée sur la station météorologique la plus proche, située sur la commune de Grandpuits-Bailly-Carrois à 11 km à vol d'oiseau, est de 11,3 °C et le cumul annuel moyen de précipitations est de 704,0 mm,. Pour l'avenir, les paramètres climatiques de la commune estimés pour 2050 selon différents scénarios d'émission de gaz à effet de serre sont consultables sur un site dédié publié par Météo-France en novembre 2022.

### Milieux naturels et biodiversité
Aucun espace naturel présentant un intérêt patrimonial n'est recensé sur la commune dans l'inventaire national du patrimoine naturel,,.

## Urbanisme

### Typologie
Au 1er janvier 2024, Vanvillé est catégorisée commune rurale à habitat dispersé, selon la nouvelle grille communale de densité à sept niveaux définie par l'Insee en 2022.
Elle est située hors unité urbaine. Par ailleurs la commune fait partie de l'aire d'attraction de Paris, dont elle est une commune de la couronne,. Cette aire regroupe 1 929 communes,.

### Lieux-dits et écarts
La commune compte 39 lieux-dits administratifs répertoriés consultables ici dont la Folie, Beaurepaire.

### Occupation des sols
L'occupation des sols de la commune, telle qu'elle ressort de la base de données européenne d’occupation biophysique des sols Corine Land Cover (CLC), est marquée par l'importance des territoires agricoles (100 % en 2018), une proportion identique à celle de 1990 (100 %). La répartition détaillée en 2018 est la suivante : 
terres arables (100 %).
Parallèlement, L'Institut Paris Région, agence d'urbanisme de la région Île-de-France, a mis en place un inventaire numérique de l'occupation du sol de l'Île-de-France, dénommé le MOS (Mode d'occupation du sol), actualisé régulièrement depuis sa première édition en 1982. Réalisé à partir de photos aériennes, le Mos distingue les espaces naturels, agricoles et forestiers mais aussi les espaces urbains (habitat, infrastructures, équipements, activités économiques, etc.) selon une classification pouvant aller jusqu'à 81 postes, différente de celle de Corine Land Cover,,. L'Institut met également à disposition des outils permettant de visualiser par photo aérienne l'évolution de l'occupation des sols de la commune entre 1949 et 2018.

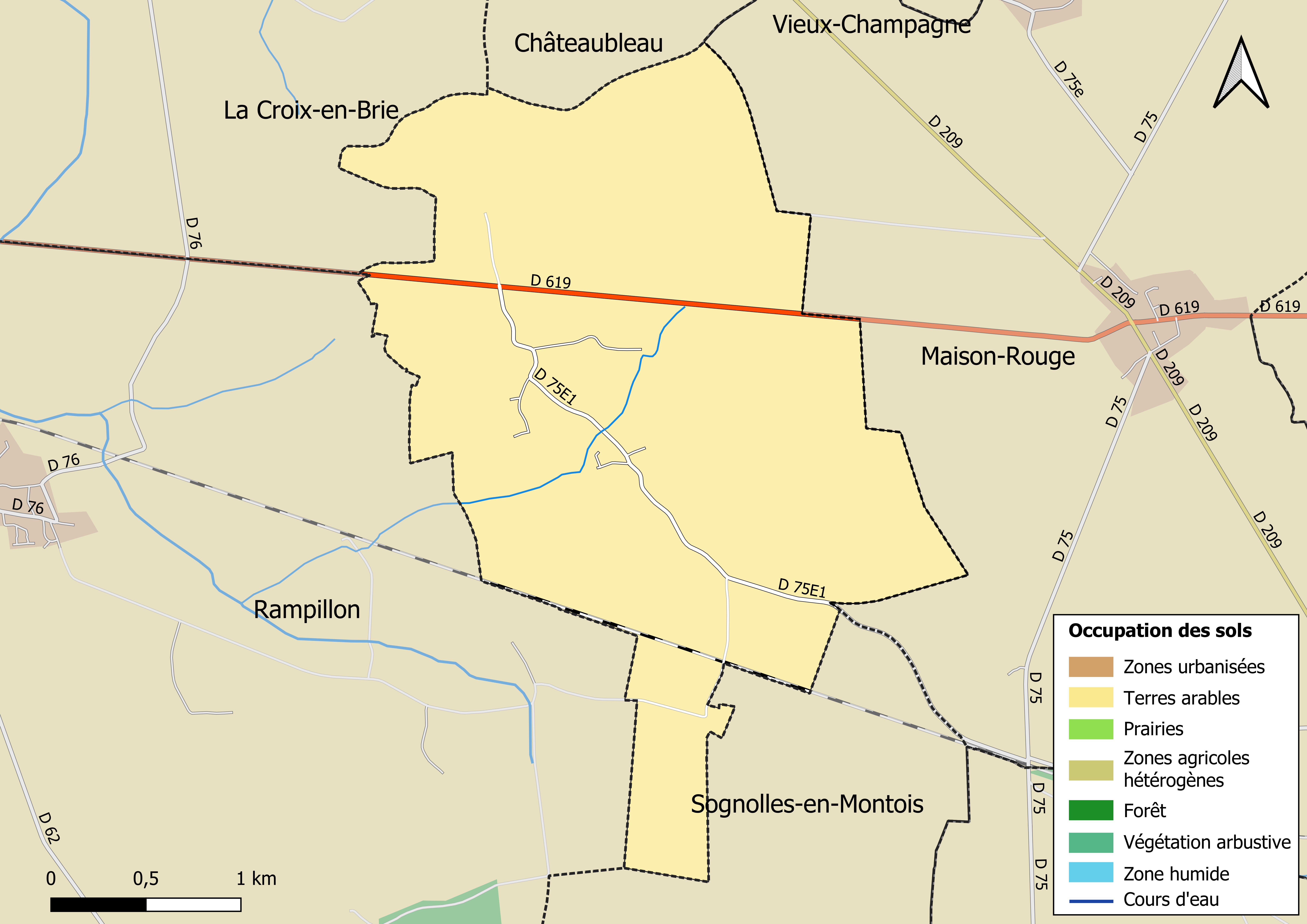
Carte des infrastructures et de l'occupation des sols en 2018 (CLC) de la commune.
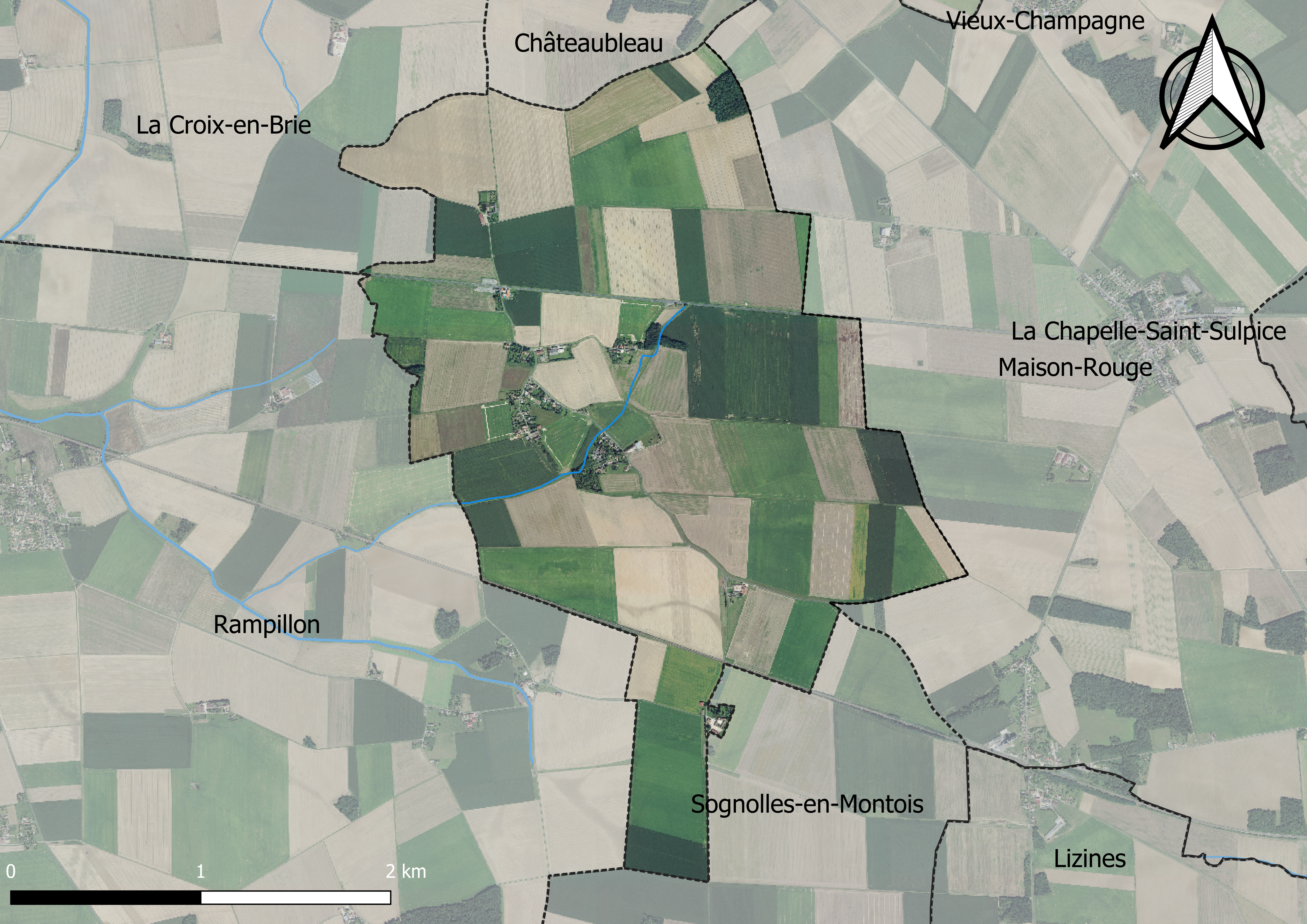
Carte orhophotogrammétrique de la commune.

### Planification
La commune disposait en 2019 d'un plan local d'urbanisme approuvé. Le zonage réglementaire et le règlement associé peuvent être consultés sur le Géoportail de l'urbanisme.

### Logement
En 2016, le nombre total de logements dans la commune était de 73 dont 91,8 % de maisons et 6,8 % d'appartements.
Parmi ces logements, 94,5 % étaient des résidences principales, 2,7 % des résidences secondaires et 2,7 % des logements vacants.
La part des ménages fiscaux propriétaires de leur résidence principale s'élevait à 82,6 % contre 14,5 % de locataires et 2,9 % logés gratuitement.

## Toponymie
Le nom de la localité est mentionné sous les formes Vanviler en 1222 ; Vanviller en 1265 ; Vanvilier en 1275 ; Ventovillaris vers 1350 (Pouillé) ; Vansvilliers en 1489 ; Vanviller en Brie en 1502 ; Vanvillier en 1519.

## Histoire

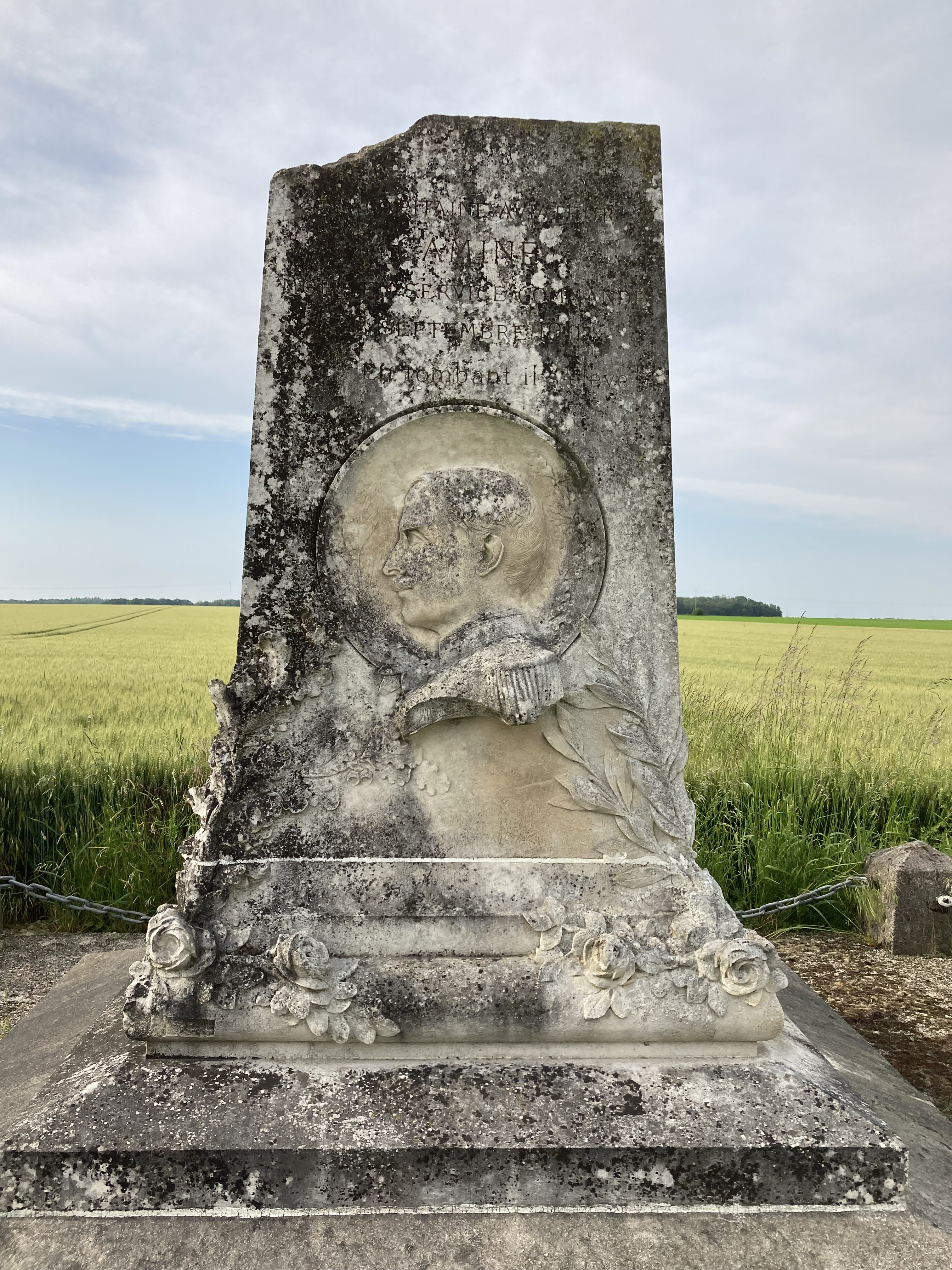
Monument au Capitaine aviateur Camine

Le 2 septembre 1911, après avoir participé à un concours organisé par l’armée, le capitaine Camine, alors qu'il rejoint sa base d’Arras, s’écrase avec son aéronef sur le territoire de la commune. Une stèle sera érigée le 22 septembre 1912 sur le lieu de l'accident.

## Politique et administration

### Liste des maires
| Période   | Période  | Identité          | Étiquette | Qualité              |
| --------- | -------- | ----------------- | --------- | -------------------- |
| 1983      | 1995     | Robert Dupressoir |           | Agriculteur          |
| 1995      | 2008     | Pascal Vigneron   |           |                      |
| mars 2008 | 2014     | Maria Jouves      |           | Assistante familiale |
| 2014      | En cours | Jean-Luc Labatut  |           | retraité             |

## Équipements et services

### Eau et assainissement
L’organisation de la distribution de l’eau potable, de la collecte et du traitement des eaux usées et pluviales relève des communes. La loi NOTRe de 2015 a accru le rôle des EPCI à fiscalité propre en leur transférant cette compétence. Ce transfert devait en principe être effectif au 1er janvier 2020, mais la loi Ferrand-Fesneau du 3 août 2018 a introduit la possibilité d’un report de ce transfert au 1er janvier 2026,.

#### Assainissement des eaux usées
En 2020, la commune de Vanvillé ne dispose pas d'assainissement collectif,.
L’assainissement non collectif (ANC) désigne les installations individuelles de traitement des eaux domestiques qui ne sont pas desservies par un réseau public de collecte des eaux usées et qui doivent en conséquence traiter elles-mêmes leurs eaux usées avant de les rejeter dans le milieu naturel. La communauté de communes Brie Nangissienne (CCBN) assure pour le compte de la commune le service public d'assainissement non collectif (SPANC), qui a pour mission de vérifier la bonne exécution des travaux de réalisation et de réhabilitation, ainsi que le bon fonctionnement et l’entretien des installations. Cette prestation est déléguée à l'entreprise Veolia, dont le contrat arrive à échéance le 31 décembre 2021,.

#### Eau potable
En 2020, l'alimentation en eau potable est assurée par le syndicat de l'Eau de l'Est seine-et-marnais (S2E77) qui en a délégué la gestion à l'entreprise Veolia, dont le contrat expire le 31 décembre 2026,,.

## Population et société

### Démographie
L'évolution du nombre d'habitants est connue à travers les recensements de la population effectués dans la commune depuis 1793. Pour les communes de moins de 10 000 habitants, une enquête de recensement portant sur toute la population est réalisée tous les cinq ans, les populations de référence des années intermédiaires étant quant à elles estimées par interpolation ou extrapolation. Pour la commune, le premier recensement exhaustif entrant dans le cadre du nouveau dispositif a été réalisé en 2006.

En 2022, la commune comptait 186 habitants, en évolution de +2,76 % par rapport à 2016 (Seine-et-Marne : +3,92 %, France hors Mayotte : +2,11 %).
| 1793 | 1800 | 1806 | 1821 | 1831 | 1836 | 1841 | 1846 | 1851 |
| ---- | ---- | ---- | ---- | ---- | ---- | ---- | ---- | ---- |
| 130  | 135  | 127  | 124  | 121  | 122  | 121  | 141  | 134  |

| 1856 | 1861 | 1866 | 1872 | 1876 | 1881 | 1886 | 1891 | 1896 |
| ---- | ---- | ---- | ---- | ---- | ---- | ---- | ---- | ---- |
| 147  | 156  | 188  | 174  | 169  | 146  | 133  | 125  | 130  |

| 1901 | 1906 | 1911 | 1921 | 1926 | 1931 | 1936 | 1946 | 1954 |
| ---- | ---- | ---- | ---- | ---- | ---- | ---- | ---- | ---- |
| 129  | 131  | 128  | 128  | 147  | 157  | 141  | 139  | 125  |

| 1962 | 1968 | 1975 | 1982 | 1990 | 1999 | 2006 | 2011 | 2016 |
| ---- | ---- | ---- | ---- | ---- | ---- | ---- | ---- | ---- |
| 100  | 99   | 91   | 119  | 138  | 184  | 177  | 167  | 181  |

| 2021 | 2022 | - | - | - | - | - | - | - |
| ---- | ---- | - | - | - | - | - | - | - |
| 187  | 186  | - | - | - | - | - | - | - |

## Économie

### Revenus de la population et fiscalité
En 2018, le nombre de ménages fiscaux de la commune était de 67, représentant 187 personnes et la  médiane du revenu disponible par unité de consommation  de 26 100 euros.

### Emploi
En 2017 , le nombre total d’emplois dans la zone était de 21, occupant 96 actifs  résidants.
Le taux d'activité de la population (actifs ayant un emploi) âgée de 15 à 64 ans s'élevait à 73,6 % contre un taux de chômage de 10,9 %.
Les 15,5 % d’inactifs se répartissent de la façon suivante : 3,1 % d’étudiants et stagiaires non rémunérés, 6,2 % de retraités ou préretraités et 6,2 % pour les autres inactifs.

### Secteurs d'activité

#### Entreprises et commerces
En 2019, le nombre d’unités légales et d’établissements (activités marchandes hors agriculture. ) par secteur d'activité était de 15 dont 2 dans l’industrie manufacturière, industries extractives et autres, 2 dans la construction, 3 dans le commerce de gros et de détail, transports, hébergement et restauration, 2 dans l’Information et communication, 2 dans les activités spécialisées, scientifiques et techniques et activités de services administratifs et de soutien, et 4  étaient relatifs aux autres activités de services.
En 2020, 2 entreprises individuelles ont été créées sur le territoire de la commune.
Au 1er janvier 2021, la commune ne disposait pas d’hôtel et de terrain de camping.

#### Agriculture
Vanvillé est dans la petite région agricole dénommée la « Brie centrale », une partie de la Brie autour de Mormant. En 2010, l'orientation technico-économique de l'agriculture sur la commune est la culture de céréales et d'oléoprotéagineux (COP).
Si la productivité agricole de la Seine-et-Marne se situe dans le peloton de tête des départements français, le département enregistre un double phénomène de disparition des terres cultivables (près de 2 000 ha par an dans les années 1980, moins dans les années 2000) et de réduction d'environ 30 % du nombre d'agriculteurs dans les années 2010. Cette tendance se retrouve au niveau de la commune où le nombre d’exploitations est passé de 5 en 1988 à 4 en 2010. Parallèlement, la taille de ces exploitations diminue, passant de 118 ha en 1988 à 117 ha en 2010.
Le tableau ci-dessous présente les principales caractéristiques des exploitations agricoles de Vanvillé, observées sur une période de 22 ans : 
|                                      | 1988 | 2000 | 2010 |
| ------------------------------------ | ---- | ---- | ---- |
| Dimension économique,                |      |      |      |
| Nombre d’exploitations (u)           | 5    | 5    | 4    |
| Travail (UTA)                        | 8    | 7    | 5    |
| Surface agricole utilisée (ha)       | 590  | 642  | 468  |
| Cultures                             |      |      |      |
| Terres labourables (ha)              | 590  | 642  | 468  |
| Céréales (ha)                        | 406  | 461  | 312  |
| dont blé tendre (ha)                 | 263  | 291  | 228  |
| dont maïs-grain et maïs-semence (ha) | 125  | 111  | 48   |
| Tournesol (ha)                       | 49   | s    |      |
| Colza et navette (ha)                | s    |      |      |
| Élevage                              |      |      |      |
| Cheptel (UGBTA)                      | 2    | 1    | 0    |

## Culture locale et patrimoine

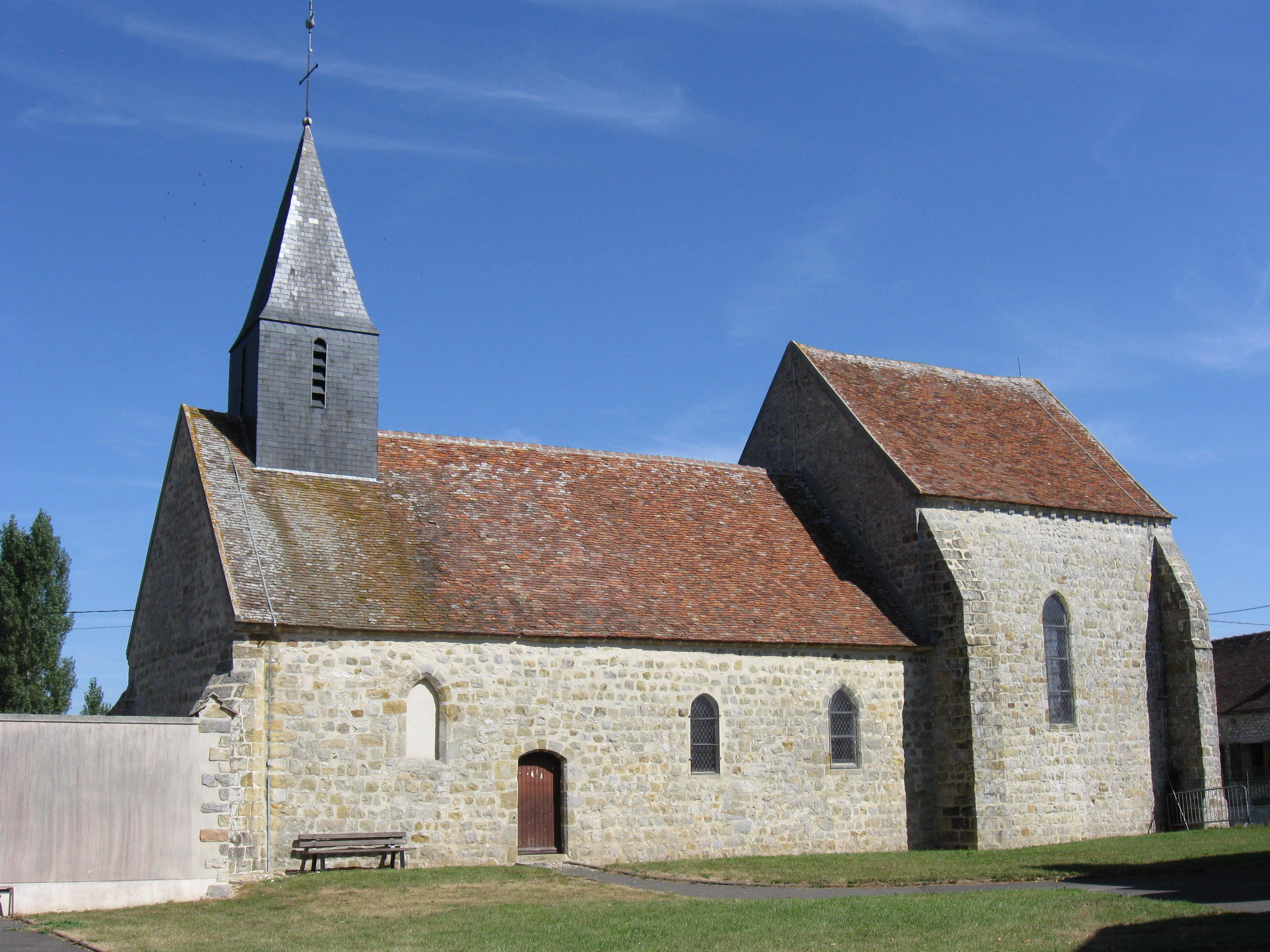
L'église Saint-Léonard.

### Lieux et monuments
Répertoriés à l'inventaire des monuments historiques, la commune compte :
- une borne en grès fleurdelysée no 36 le long de la D 619 (XVIIe siècle)[53].

Et par ailleurs : 
- un lutrin, de forme hexagonale, formé de panneaux longs et étroits que séparent des baguettes ornées de feuillages (église de Vanvillé), classée depuis le 2 août 1908[54] ;
- des fonts baptismaux en pierre taillé (cuve ovale, divisée en deux parties, et décorée de godrons. Le pied est en forme de balustre. Les fonts baptismaux sont fermés par un couvercle en bois à deux battants) (Église Saint-Léonard ), classée depuis le 25 octobre 2007[55]

### Autres lieux et monuments
- L'église Saint-Léonard (XVe siècle), démolie par les troupes huguenotes en 1560, reconstruite à la fin du XVIe siècle ;
- Porche en grès surmonté d'un colombier rectangulaire (ferme de Beaurepaire).